# Novodvorský rybník III
Novodvorský rybník III  je rybník o rozloze vodní plochy 0,99 ha nalézající se na Svébořickém potoce asi 2 km severovýchodně od centra obce Hvězdov v okrese Česká Lípa. 
Rybník je ve vlastnictví Vojenských lesů a je využíván pro chov ryb. Po suchém létě roku 2018 byl rybník téměř vyschlý.

## Galerie

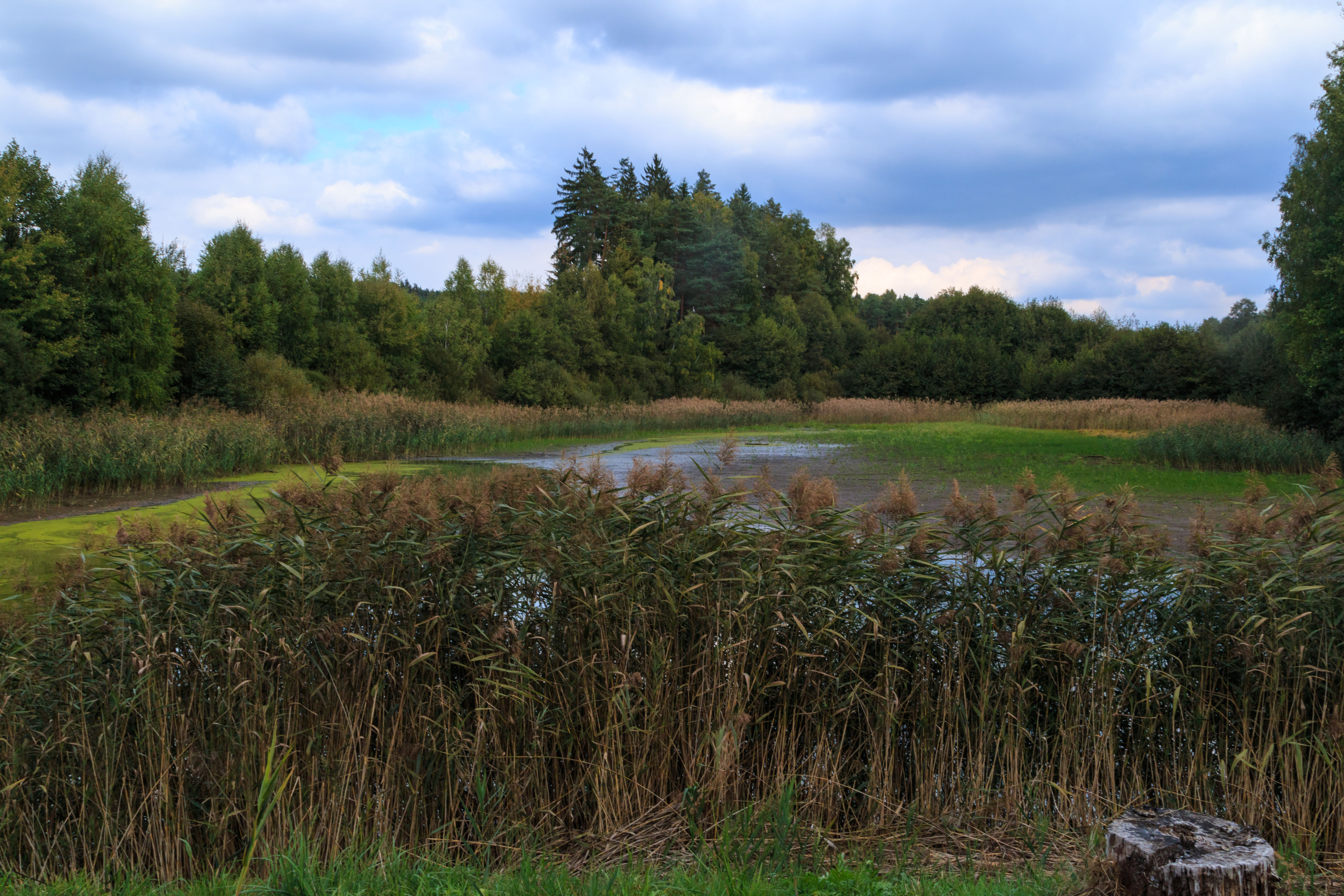
pohled na Novodvorský rybník III
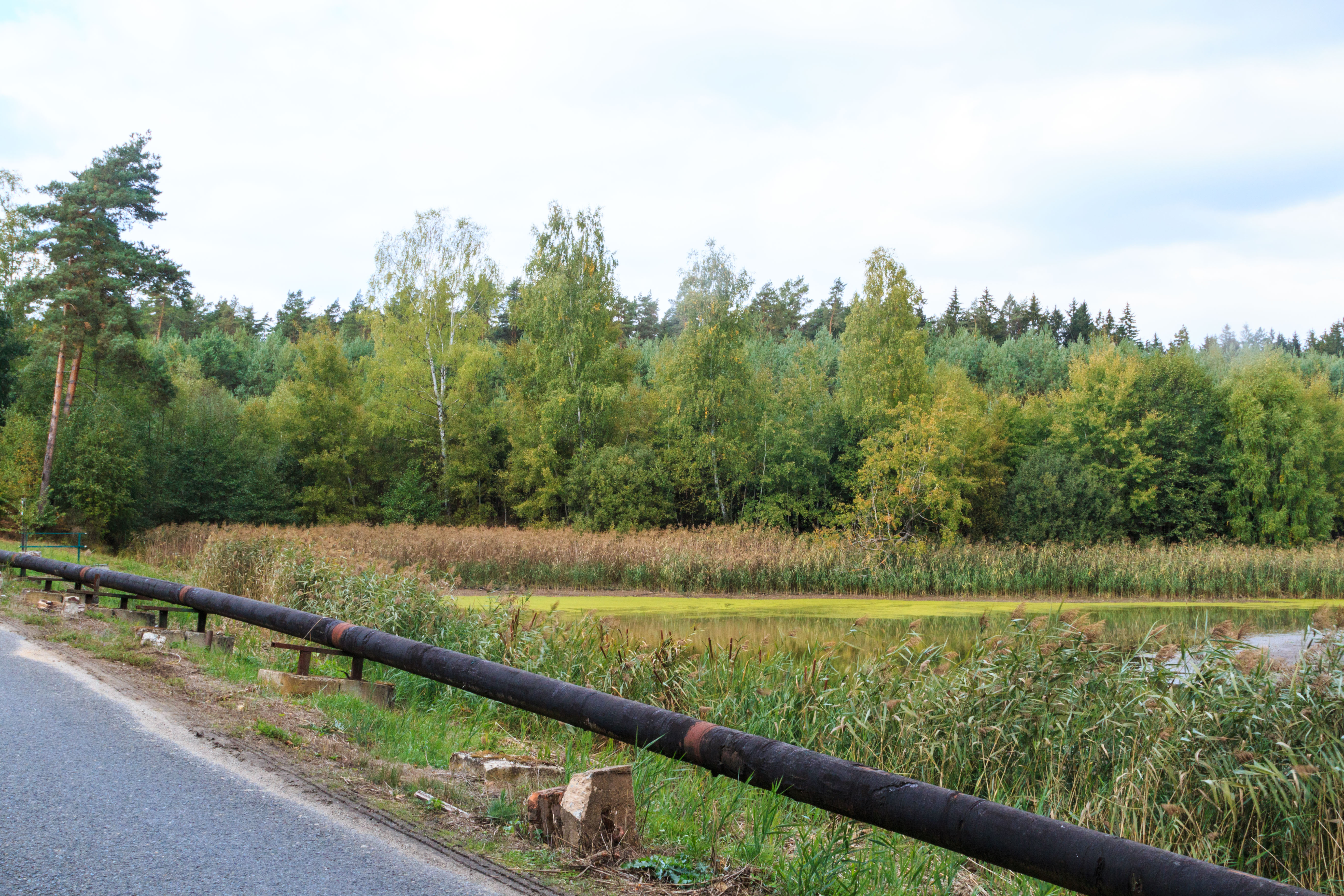
pohled na Novodvorský rybník III